# Благовещенский (Тульская область)
Благовещенский — поселок в Кимовском районе Тульской области в составе Новольвовского сельского поселения.

## География
Поселок находится в восточной части Тульской области на расстоянии приблизительно 15 км на восток-северо-восток по прямой от города Кимовск, административного центра района на левом берегу речки Проня.

## История
Поселок был отмечен уже только на карте 1984 года.

## Население
Постоянное население составляло 17 человек (русские 100 %) в 2002 году, 13 в 2010.